# 湯田哲生
湯田 哲生（ゆだ てつお、1974年5月11日 - ）は、兵庫県姫路市出身の元サッカー選手、サッカー指導者。現役時代のポジションは、GK。

## 来歴
大分工業高校を卒業後、ウルグアイの名門、CAペニャロールでプレーした実績を持つ。思い切って前に飛び出すプレーと、左右両足での正確なフィードが持ち味。現役を引退後は指導者へ転身。2008年には、ドイツ・ブンデスリーガ、TSV1860ミュンヘンでGKコーチを経験している 。

## 所属クラブ
- 1990年 - 1992年 大分工業高校
- CAペニャロール
- バサーニェス
- リエゾン草津 (現・ザスパクサツ群馬)
- 青梅FC
- 2001年 - 2002年  プロフェソール宮崎FC

## 個人成績
| 国内大会個人成績 | 国内大会個人成績 | 国内大会個人成績 | 国内大会個人成績 | 国内大会個人成績                                 | 国内大会個人成績 | 国内大会個人成績 | 国内大会個人成績 | 国内大会個人成績 | 国内大会個人成績 | 国内大会個人成績 | 国内大会個人成績 |
| 年度             | クラブ           | 背番号           | リーグ           | リーグ戦                                         | リーグ戦         | リーグ杯         | リーグ杯         | オープン杯       | オープン杯       | 期間通算         | 期間通算         |
| 年度             | クラブ           | 背番号           | リーグ           | 出場                                             | 得点             | 出場             | 得点             | 出場             | 得点             | 出場             | 得点             |
| ウルグアイ       | ウルグアイ       | ウルグアイ       | ウルグアイ       | リーグ戦                                         | リーグ戦         | リーグ杯         | リーグ杯         | オープン杯       | オープン杯       | 期間通算         | 期間通算         |
| ---------------- | ---------------- | ---------------- | ---------------- | ------------------------------------------------ | ---------------- | ---------------- | ---------------- | ---------------- | ---------------- | ---------------- | ---------------- |
|                  | ペニャロール     |                  | プリメーラ       |                                                  |                  |                  |                  |                  |                  |                  |                  |
|                  | バサーニェス     |                  | 3部              |                                                  |                  |                  |                  |                  |                  |                  |                  |
| 日本             | 日本             | 日本             | 日本             | リーグ戦                                         | リーグ戦         | リーグ杯         | リーグ杯         | 天皇杯           | 天皇杯           | 期間通算         | 期間通算         |
| 2000             | 青梅             | 22               | 関東             |                                                  |                  | -                | -                | -                | -                |                  |                  |
| 2001             | 宮崎             |                  | 九州             |                                                  |                  | -                | -                | -                | -                |                  |                  |
| 2002             | 宮崎             | 15               | JFL              | 0                                                | 0                | -                | -                | 0                | 0                | 0                | 0                |
| 通算             | 日本             | 日本             | JFL              | 0                                                | 0                | -                | -                | 0                | 0                | 0                | 0                |
| 通算             | 日本             | 日本             | 関東             | \|\|\|\|colspan="2"\|-\|\|colspan="2"\|-\|\|\|\| |                  |                  |                  |                  |                  |                  |                  |
| 通算             | 日本             | 日本             | 九州             | \|\|\|\|colspan="2"\|-\|\|colspan="2"\|-\|\|\|\| |                  |                  |                  |                  |                  |                  |                  |
| 通算             | ウルグアイ       | ウルグアイ       | プリメーラ       | \|\|\|\|\|\|\|\|\|\|\|\|\|\|                     |                  |                  |                  |                  |                  |                  |                  |
| 通算             | ウルグアイ       | ウルグアイ       | 3部              | \|\|\|\|\|\|\|\|\|\|\|\|\|\|                     |                  |                  |                  |                  |                  |                  |                  |
| 総通算           | 総通算           | 総通算           | 総通算           | \|\|\|\|\|\|\|\|\|\|\|\|\|\|                     |                  |                  |                  |                  |                  |                  |                  |

## 選抜歴
- 1992年：第47回国体 - 大分県少年選抜選手
- 1999年：第54回国体 - 東京都成年選抜選手
- 2000年：第55回国体 - 東京都成年選抜選手

## 指導歴
- 1997年4月 - 2000年1月 柏レイソル青梅ユース・ジュニアユース コーチ
- 2001年2月 - 2002年1月 プロフェソール宮崎FC GKコーチ
- 2002年3月 - 2008年3月 流通経済大学付属柏高等学校 GKコーチ兼スカウト
- 2008年4月 - 2009年3月 桐生第一高等学校 GKコーチ兼スカウト
- 2009年4月 - 2011年3月 青森山田高等学校 GKコーチ兼スカウト
- 2010年 日本高校選抜GKコーチ
- 2009年4月 - 2013年3月 関東第一高等学校 GKコーチ兼スカウト
- 2010年1月 - 2017年1月 桐蔭横浜大学 GKコーチスカウト
- 2011年7月 - 2017年1月 桐光学園高校 GKコーチ兼スカウト
- 2017年2月 - 2018年1月 ジェフユナイテッド市原・千葉 U18 GKコーチ兼U18スカウト
- 2017年 日本高校選抜GKコーチ
- 2018年1月 - 2019年1月 ジェフユナイテッド市原・千葉 トップチーム アシスタントGKコーチ
- 2019年1月 - 2020年1月 ジェフユナイテッド市原・千葉U-18 GKコーチ兼U-18スカウト
- 2020年1月 - 2021年1月 ジェフユナイテッド市原・千葉U-15 GKコーチ兼U-18スカウト
- 2021年 アルビレックス新潟U-18 GKコーチ兼ヘッドオブスカウト
- 2022年 - 2024年 ラインメール青森FC GKコーチ
- 2025年 - 東京ヴェルディ アカデミーGKコーチ